# أفيفيلا بحرية
أفيفيلا بحرية (بالإنجليزية: Afifella marina)‏ هو نوع من البكتيريا ينتمي لجنس أفيفيلا ضمن شعبة المتقلبات.